# Liste der Pokémon-Filme
Seit 1998 werden Pokémon-Filme, die alle in Japan produziert werden, veröffentlicht. Die Filme handeln hauptsächlich von der Geschichte eines oder mehrerer legendärer Pokémon, zum Beispiel Mewtu, Mew, Celebi, Manaphy, Giratina, Diancie oder dem „Gott“ aller Pokémon, Arceus.
Die ersten drei Filme liefen in deutschen Kinos und wurden auf VHS und nachträglich auch auf DVD veröffentlicht. Vom vierten bis zum siebten Teil erschienen die Filme in Europa nur auf DVD. Pokémon 8 und Pokémon 9 wurden dagegen nur im Fernsehen gezeigt. Seit dem zehnten Film sind neben der TV-Ausstrahlung auch wieder DVDs erhältlich.

## Geschichte
Seit 1998 kommt jährlich ein neuer Film in die japanischen Kinos. Die Pokémon-Filme und Animes sind Gemeinschaftsproduktionen von Shōgakukan, ihrem Tochterunternehmen Shūeisha und TV Tokyo. Von The Pokémon Company wurde eine Firma mit dem Namen Pikachu Project ausgegründet. Pikachu Project bezeichnet sowohl eine Firma zur Produktion eines Animationsprojekts, als auch (mit einer Jahreszahl) die konkrete Produktion. So heißt der erste Film beispielsweise Pikachu Project '98. Die Mitarbeiter von Pikachu Project arbeiten auch bei den Animes mit.
Die Filme spielen meist nach dem Ende der jeweils vorangegangenen Anime-Staffel; so setzt die Handlung des ersten Films gegen Ende (Der Kampf um den Erdorden) von Staffel 1 ein, während der Plot von Pokémon 2 nach dem Finale der 2. Staffel auf den Orange Inseln einsetzt.
Am 18. Juli 1998 lief der erste Pokémon-Kinofilm in Japan. Nachdem auch in den USA die TV-Serie ein großer Erfolg wurde, kam am 12. November 1999 der erste Film in die amerikanischen und im April 2000 in die deutschen Kinos. Auch in Deutschland war er sehr erfolgreich und wurde im Jahr 2000 der sechsterfolgreichste Film des Jahres. Der erste Pokémonfilm gehört zu den erfolgreichsten Animefilmen aller Zeiten und spielte weltweit 163,64 Millionen Dollar ein.
Der zweite Film kam unter dem Titel Pokémon 2 – Die Macht des Einzelnen in die Kinos und der dritte Film Pokémon 3 – Im Bann der Icognito lief im Juni 2001 (in Deutschland).
Der vierte Film dagegen ließ in Deutschland mehr als zwei Jahre auf sich warten. Er erschien im August 2003 unter dem Titel Pokémon 4 – Die zeitlose Begegnung. Im Mai 2004 folgte der fünfte Film, Pokémon Heroes – Der Film. Nach drei Jahren Wartezeit erschien dann Pokémon 6 – Jirachi Wishmaker, am 14. Mai 2007 in Deutschland. Pokémon 7 – Destiny Deoxys, der siebte Pokémonfilm, ist bei uns am 3. September 2007 erschienen.
Am 6. Dezember 2007 wurde der achte Pokémonfilm, somit der dritte Film der Advanced-Generation-Serie, Pokémon 8 – Lucario und das Geheimnis von Mew auf RTL II ausgestrahlt. Der neunte Film sowie das PMD-Special und eine Wiederholung des achten Kinofilms wurden am 9. und 10. Juli 2008 gezeigt. Der zehnte Film wurde im Dezember 2008 gezeigt und der elfte kam bereits 4 ½ Monate später im deutschen Fernsehen. Der zwölfte Film erschien in Japan am 18. Juli 2009 im Kino und wurde in Deutschland im April 2010 auf RTL II ausgestrahlt.
Der 13. Film, der am 10. Juli 2010 in die japanischen Kinos kam, wurde in Deutschland am 15. April auf Disney XD (Pay-TV) und am 21. April 2011 auf RTL II (Free-TV) ausgestrahlt. Der 14. Film erschien am 16. Juli 2011 in den japanischen Kinos und folgte in Deutschland am 31. März und 1. April auf Disney XD sowie am 8. und 15. April 2012 bei RTL II.

## Liste der Filme
| #  | Reihe | Deutscher Titel                                              | VÖ (D/A/CH) 1                                         | Originaltitel                                                                          | VÖ (Japan)        | Englischer Titel                                         | VÖ (USA)                   | Pikachu-Vorfilm                                                                          |
| -- | ----- | ------------------------------------------------------------ | ----------------------------------------------------- | -------------------------------------------------------------------------------------- | ----------------- | -------------------------------------------------------- | -------------------------- | ---------------------------------------------------------------------------------------- |
| 1  | 1.    | Pokémon – Der Film: Mewtu gegen Mew                          | 13. April 2000 (Kino)                                 | ミュウツーの逆襲 (Mewtwo no Gyakushū)                                                  | 18. Juli 1998     | Pokémon: The First Movie: Mewtwo Strikes Back            | 12. November 1999          | Pikachus Ferien ピカチュウのなつやすみ (Pikachu no Natsuyasumi)                          |
| 2  | 1.    | Pokémon 2 – Die Macht des Einzelnen                          | 21. Dezember 2000 (Kino)                              | 幻のポケモンルギア爆誕 (Maboroshi no Pokémon Lugia Bakutan)                            | 17. Juli 1999     | Pokémon: The Movie 2000 The Power of One                 | 21. Juli 2000              | Pikachu – Die Rettung ピカチュウたんけんたい (Pikachu Tankentai)                         |
| 3  | 1.    | Pokémon 3 – Im Bann der Icognito 2                           | 21. Juni 2001 (Kino)                                  | 結晶塔の帝王 ENTEI (Kessho-tō no Teiō ENTEI)                                           | 8. Juli 2000      | Pokémon 3: The Movie: Spell of the Unown                 | 6. April 2001              | Pikachu und Pichu ピチューとピカチュウ (Pichu to Pikachu)                                |
| 4  | 1.    | Pokémon 4 – Die zeitlose Begegnung                           | 23. August 2003 (DVD) 7. Juli 2010 (Pay-TV)           | セレビィ 時を超えた遭遇 (Celebi Toki o Koeta Deai)                                     | 7. Juli 2001      | Pokémon 4Ever: Celebi – Voice of the Forest              | 11. Oktober 2002           | ピカチュウのドキドキかくれんぼ 3 (Pikachu no Dokidoki Gakurenbo)                         |
| 5  | 1.    | Pokémon Heroes – Der Film                                    | 13. Mai 2004 (DVD)                                    | 水の都の護神 ラティアスとラティオス (Mizu no Miyako no Mamorigami: Ratiasu to Ratiosu) | 13. Juli 2002     | Pokémon Heroes: Latios and Latias                        | 16. Mai 2003               | ピカピカ星空キャンプ 3 (Pikapika Hoshizora Camp)                                         |
| 6  | AG    | Pokémon 6 – Jirachi: Wishmaker                               | 14. Mai 2007 (DVD)                                    | 七夜の願い星 ジラーチ (Nanayo no Negai-boshi: Jirachi)                                 | 19. Juli 2003     | Pokémon: Jirachi Wish Maker                              | 1. Juni 2004 (DVD)         | おどるポケモンひみつ基地 3 (Odoru Pokemon Himitsu Kichi)                                 |
| 7  | AG    | Pokémon 7 – Destiny Deoxys                                   | 3. September 2007 (DVD)                               | 裂空の訪問者 デオキシス (Rekkū no Hōmonsha: Deoxys)                                    | 17. Juli 2004     | Pokémon: Destiny Deoxys                                  | 22. Januar 2005 (TV)       | —                                                                                        |
| 8  | AG    | Pokémon 8 – Lucario und das Geheimnis von Mew                | 6. Dezember 2007                                      | ミュウと波導の勇者 ルカリオ (Mew to Hadō no Yūsha: Lucario)                            | 16. Juli 2005     | Pokémon: Lucario and the Mystery of Mew                  | 19. September 2006 (DVD)   | —                                                                                        |
| 9  | AG    | Pokémon Ranger und der Tempel des Meeres                     | 10. Juli 2008                                         | ポケモンレンジャーと蒼海の王子 マナフィ (Pokémon Ranger to Umi no Ōji: Manaphy)        | 15. Juli 2006     | Pokémon Ranger and the Temple of the Sea                 | 23. März 2007 (TV)         | —                                                                                        |
| 10 | DP    | Pokémon 10 – Der Aufstieg von Darkrai                        | 12. Dezember 2008                                     | ディアルガVSパルキアVSダークライ (Dialga tai Palkia tai Darkrai)                       | 14. Juli 2007     | Pokémon: The Rise of Darkrai                             | 24. Februar 2008 (TV)      | —                                                                                        |
| 11 | DP    | Pokémon 11 – Giratina und der Himmelsritter                  | 9. April 2009                                         | ギラティナと氷空の花束 シェイミ (Giratina to Sora no Hanataba: Shaymin)                | 19. Juli 2008     | Pokémon: Giratina and the Sky Warrior                    | 13. Februar 2009 (TV)      | —                                                                                        |
| 12 | DP    | Pokémon 12 – Arceus und das Juwel des Lebens                 | 12. März 2010                                         | アルセウス超克の時空へ (Arceus Chōkoku no Jikū e)                                      | 18. Juli 2009     | Pokémon: Arceus and the Jewel of Life                    | 20. November 2009 (TV)     | —                                                                                        |
| 13 | DP    | Pokémon 13 – Zoroark: Meister der Illusionen                 | 15. April 2011 (Pay-TV) 21. April 2011                | 幻影の覇者 ゾロアーク (Gen’ei no Hasha: Zoroark)                                       | 10. Juli 2010     | Pokémon: Zoroark: Master of Illusions                    | 5. Februar 2011 (TV)       | —                                                                                        |
| 14 | BW    | Pokémon – Der Film: Schwarz – Victini und Reshiram           | 31. März 2012 (Pay-TV) 8. April 2012                  | ビクティニと黒き英雄 レシラム (Victini to Kuroki Eiyū: Reshiram)                       | 16. Juli 2011     | Pokémon the Movie: Black – Victini and Reshiram          | 10. Dezember 2011 (TV)     | —                                                                                        |
| 14 | BW    | Pokémon – Der Film: Weiß – Victini und Zekrom                | 1. April 2012 (Pay-TV) 15. April 2012                 | ビクティニと白き英雄 ゼクロム (Victini to Shiroki Eiyū: Zekrom)                        | 16. Juli 2011     | Pokémon the Movie: White – Victini and Zekrom            | 3. Dezember 2011 (Kino)    | —                                                                                        |
| 15 | BW    | Pokémon – Der Film: Kyurem gegen den Ritter der Redlichkeit  | 23. Februar 2013 (Pay-TV) 25. Oktober 2014            | キュレムVS聖剣士 ケルディオ (Kyurem VS Seikenshi: Keldeo)                              | 14. Juli 2012     | Pokémon the Movie: Kyurem VS the Sword of Justice        | 8. Dezember 2012 (TV)      | メロエッタのキラキラリサイタル 3 (Meloetta no Kirakira Cycle)                            |
| 16 | BW    | Pokémon – Der Film: Genesect und die wiedererwachte Legende  | 19. Oktober 2013                                      | 神速のゲノセクト ミュウツー覚醒 (Shinsoku no Genesect: Mewtwo Kakusei)                 | 13. Juli 2013     | Pokémon the Movie: Genesect and the Legend Awakened      | 19. Oktober 2013 (TV)      | Pokémon: Evoli & seine Freunde ピカチュウとイーブイ☆フレンズ (Pikachu to Eievui Friends) |
| 17 | XY    | Pokémon – Der Film: Diancie und der Kokon der Zerstörung     | 1. Mai 2015 (Pay-TV) 4. Juni 2015 (DVD) 18. Juli 2015 | 破壊の繭とディアンシー (Hakai no Mayu to Dianshī)                                      | 19. Juli 2014     | Pokémon the Movie: Diancie and the Cocoon of Destruction | 8. November 2014 (TV)      | ピカチュウ、これなんのカギ? 3 (Pikachu, Kore Nanno Kagi?)                                |
| 18 | XY    | Pokémon – Der Film: Hoopa und der Kampf der Geschichte       | 19. Januar 2016 (VoD) 4 22. März 2016                 | 光輪の超魔神 フーパ (Ring no chōmajin Hoopa)                                           | 18. Juli 2015     | Pokémon the Movie: Hoopa and the Clash of Ages           | 19. Dezember 2015 (TV)     | ピカチュウとポケモンおんがくたい 3 (Pikachu to Pokémon Ongakutai)                        |
| 19 | XY    | Pokémon – Der Film: Volcanion und das mechanische Wunderwerk | 19. November 2016                                     | ボルケニオンと機巧のマギアナ (Borukenion to karakuri no Magiana)                       | 16. Juli 2016     | Pokémon the Movie: Volcanion and the Mechanical Marvel   | 5. Dezember 2016 (TV)      | —                                                                                        |
| 20 | SM    | Pokémon – Der Film: Du bist dran!                            | 5. November 2017 (Kino)                               | キミにきめた！ (Kimi ni kimeta!)                                                       | 15. Juli 2017     | Pokémon the Movie: I Choose You!                         | 5. November 2017 (Kino)    | —                                                                                        |
| 21 | SM    | Pokémon – Der Film: Die Macht in uns                         | 9. Dezember 2018 (VoD) 5                              | みんなの物語 (Minna no Monogatari)                                                     | 13. Juli 2018     | Pokémon the Movie: The Power of Us                       | 24. November 2018 (Kino)   | —                                                                                        |
| 22 | SM    | Pokémon: Mewtu schlägt zurück – Evolution                    | 27. Februar 2020 (Netflix)                            | ミュウツーの逆襲 EVOLUTION (Myūtsū no Gyakushū EVOLUTION)                              | 12. Juli 2019     | Pokémon: Mewtwo Strikes Back – Evolution                 | 27. Februar 2020 (Netflix) | —                                                                                        |
| 23 |       | Pokémon – Der Film: Geheimnisse des Dschungels               | 8. Oktober 2021 (Netflix)                             | ココ (Koko)                                                                            | 25. Dezember 2020 | Pokémon the Movie: Secrets of the Jungle                 | 8. Oktober 2021 (Netflix)  | —                                                                                        |

Pokémon – Mewtu kehrt zurück wird hier nicht gelistet, da es sich um ein TV-Special und damit nicht um einen Kinofilm handelt. In den USA und in Deutschland ist er jedoch nur als Kauf-DVD & -VHS erhältlich.